# 皮斯卡塔夸河

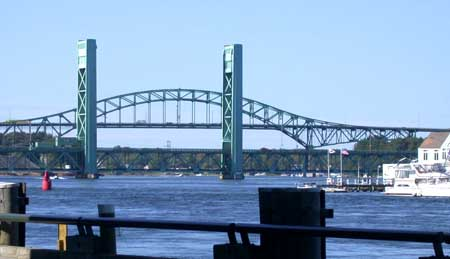
皮斯卡塔夸河大桥

皮斯卡塔夸河（英語：Piscataqua River，/pɪsˈkætəˌkwɔː, -kwə/）是美国新罕布什尔州和缅因州边界的一条潮河，长约12-英里（19-） ，流域面积约1,495平方英里（3,870平方）。